# فرناندو هنريكي
فرناندو هنريكي (بالبرتغالية: Fernando Henrique dos Anjos) هو لاعب كرة قدم برازيلي في مركز حراسة المرمى، ولد في 25 نوفمبر 1983 في باورو في البرازيل. شارك مع منتخب البرازيل تحت 20 سنة لكرة القدم ومنتخب البرازيل لكرة القدم. أما مع النوادي، فقد لعب مع نادي سانتوس ونادي سيارا ونادي فلومينينسي.

## وصلات خارجية
- فرناندو هنريكي على موقع الاتحاد الدولي (مؤرشف)  (الإنجليزية)
- فرناندو هنريكي على موقع قاعدة بيانات كرة القدم.إي يو (الإنجليزية)
- فرناندو هنريكي على موقع ناشيونال فوتبول تيمز (الإنجليزية)
- فرناندو هنريكي على موقع Soccerway.com (الإنجليزية)
- فرناندو هنريكي على موقع عالم كرة القدم.نت (الإنجليزية)